# Le Café-Concert des Ambassadeurs
Au café concert des Ambassadeurs
Pour les articles homonymes, voir Café-concert et Ambassadeur.
Le Café-Concert des Ambassadeurs (1876-1877) et Au café concert des Ambassadeurs (1885) sont deux pastels d'Edgar Degas conservés au musée des Beaux-Arts de Lyon pour l'un et au musée d'Orsay pour l'autre. 
Le titre fait référence aux Ambassadeurs, lieu parisien dédié alors aux revues de café-concerts, devenu l'espace Cardin.
Celui de Lyon a été présenté en 1877 lors d'une exposition du groupe des peintres impressionnistes. Il s'agit d'un pastel sur monotype, le monotype étant un procédé fréquemment utilisé par Degas de 1876 à 1886 et qui est, à la base, une technique utilisée pour l'estampage : Degas se sert ici des deux techniques en superposant le pastel au monotype dont l'encre noire permet de renforcer les effets d'ombre de l'œuvre.
Le pastel de Paris est, quant à lui, postérieur puisqu'il date de 1885 et, contrairement à celui de Lyon, c'est un pastel classique, sans recours à la technique du monotype. Cependant les deux œuvres ont en commun, en dehors du sujet, des cadrages inhabituels bien que différents : le pastel de Lyon place le point de vue dans le parterre des spectateurs, le regard étant attiré vers le haut par la robe rouge de la chanteuse, éclairée par la rampe derrière elle ; celui du musée d'Orsay est encore plus étonnant en ce que la scène est vue de l'extérieur du cabaret, à travers une fenêtre, et que les chanteuses sont de dos. Tous deux témoignent également de la virtuosité de Degas dans l'art du pastel qui confère ici une grande vivacité aux deux scènes, qui semblent avoir été croquées sur le moment par l'artiste, comme s'il était véritablement spectateur de la scène. Cette science du cadrage, inspiré de la photographie, est l'un des talents de Degas qui l'utilise souvent pour dynamiser une composition ou perturber l'agencement classique des plans.